# قطعنامه ۷۶۷ شورای امنیت
قطعنامه ۷۶۷ شورای امنیت سازمان ملل متحد که در تاریخ ۲۴ ژوئیه ۱۹۹۲ تصویب شد، سندی بین‌المللی دربارهٔ سومالی است. این قطعنامه طی نشست ۳۱۰۱ام با ۱۵ رای موافق، ۰ مخالف و ۰ ممتنع تصویب شد.